# Ciberacoso

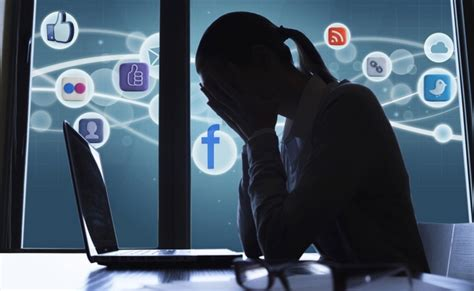
Mujer sufriendo ciberacoso.

El ciberacoso o acoso cibernético (derivado del término en inglés cyberbullying), también denominado acoso virtual, es el uso de medios digitales para molestar o acosar a una o varias personas mediante ataques personales, divulgación de información personal o falsa, entre otros. Los actos de ciberagresión poseen unas características concretas que son el anonimato del agresor, su velocidad y su alcance. El vocablo apareció en 1998.
El ciberacoso puede causar daños psicológicos muy graves y, de igual manera, de esto va a depender la reprensión legal que tendrá el acosador.  
Puede constituir un delito penal. El ciberacoso implica un daño recurrente y repetitivo infligido a través de los medios electrónicos. Según R. B. Standler, el acoso pretende causar angustia emocional, preocupación y no persigue fines lícitos. 

## Tipos de ciberacoso
El ciberacoso puede englobar varios tipos de acosos conocidos:
- acoso psicológico;
- acecho o acoso físico;
- grooming;
- acoso en grupo;
- acoso laboral;
- acoso sexual;[6]
- acoso inmobiliario

Debido al alcance, difusión, y masificación del uso de Internet, se puede dar ciberacoso prácticamente en todos los ámbitos en los que se mueve una persona relativamente joven hoy en día:
- Académico. Durante la etapa de formación adolescente, hasta la universidad, pasando por cualquier tipo de escuela adicional (idiomas, cursos, etc). Las redes sociales clasifican a sus usuarios según los colegios, escuelas, universidades donde se ha estudiado o se estudia actualmente, de forma que mediante el buscador interno de la red social, se permite localizar a una persona, y si el ciberacosador consigue acceder de forma ilegal a su cuenta, puede obtener cuantiosa información privada y del entorno de la víctima.[7]
- Profesional (en el trabajo). Actualmente, la mayoría de las empresas tienen página web, dirección de contacto, y se trabaja con los ordenadores conectados en red.
- Social y amoroso. Del mismo modo que en el ámbito académico, los miembros más jóvenes de la familia hacen uso de Internet. Ciberacoso puede manifestarse en salas de chat de juegos o plataformas de mensajería instantánea.[8]

Las víctimas de 'ciberacoso', como las de acoso en la vida real, sufren problemas de estrés, humillación, ansiedad, depresión, ira, impotencia, fatiga, enfermedad física, pérdida de confianza en sí mismo, pudiendo derivar al suicidio.
Existen diferentes formas de ciberacoso, como el grooming, la sextorsión, el ciberacoso o la ciberviolencia de género. En todas ellas actúa siempre internet y una víctima que, por lo general, suele ser una persona joven. El acosador puede ser de la misma edad que la víctima, excepto en casos de grooming, donde el acosador es una persona adulta.

## Características del ciberacoso
- Falsa acusación: La mayoría de los acosadores intentan dañar la reputación de la víctima manipulando a gente contra él. Se utilizan palabras vulgares.
- Publicación de información falsa sobre las víctimas en sitios web. Pueden crear sus propias webs, páginas de redes sociales (páginas de Facebook), blogs o fotologs para este propósito. Mientras el foro donde se aloja no sea eliminado, puede perpetuar el acoso durante meses o años. Y aunque se elimine la web, «todo lo que se publica en Internet se queda en la red».

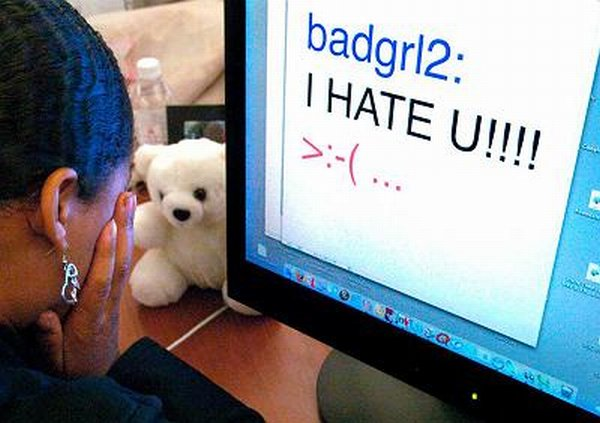
Mensajes de intimidación a través de redes.

- Recopilación de información sobre la víctima: Los ciberacosadores pueden espiar a los amigos de la víctima, su familia y compañeros de trabajo para obtener información personal. De esta forma saben el resultado de los correos difamatorios, y averiguan cuales son los rumores más creíbles de los que no crean ningún resultado.Mensajes de intimidación a través de redes.A menudo monitorizarán las actividades de la víctima e intentarán rastrear su dirección de IP en un intento de obtener más información sobre esta.
- Envían de forma periódica correos difamatorios al entorno de la víctima para manipularlos.
- El acosador puede trasladar a Internet sus insultos y amenazas haciendo pública la identidad de la víctima en un foro determinado (blogs, sitios web), incluso facilitando en algunos casos sus teléfonos, de manera que gente extraña se puede adherir a la agresión.
- Quizá acuse a la víctima de haberle ofendido a él o a su familia de algún modo, o quizá publique su nombre y teléfono para animar a otros a su persecución.
- Falsa victimización. El ciberacosador puede alegar que la víctima le está acosando a él.
- Sin propósito legítimo: quiere decir que el acoso no tiene un propósito válido, sino aterrorizar a la víctima y algunos acosadores están persuadidos de que tienen una causa justa para acosarla, usualmente en la base de que la víctima merece ser castigada por algún error que dicen que esta ha cometido.
- Repetición: quiere decir que el ataque no es un solo un incidente aislado. Repetición es la clave del acoso en línea. Un ataque en línea aislado, aun cuando pueda estresar, no puede ser definido como acoso cibernético.
- Desamparo legal de estas formas de acoso, ya que aunque cierren un sitio web con contenido sobre la víctima, puede abrirse otra inmediatamente.
- Es un modo de acoso encubierto.
- No necesita la proximidad física con la víctima. El ciberacoso es un tipo de acoso psicológico que se puede perpetrar en cualquier lugar y momento sin necesidad de que el acosador y la víctima coincidan ni en el espacio ni en el tiempo. Por ejemplo, quien abusa puede mandar una amenaza desde cientos de kilómetros a medianoche y quien lo recibe lo hará a la mañana siguiente cuando abra su correo electrónico.

La omnipresencia y difusión instantánea de internet provoca que el ciberacoso pueda llegar a ser tan o más dañino que el acoso físico.
Por otro lado, «la fácil agrupación de hostigadores, a quienes se puede pedir su colaboración de manera fácil y económica, sean personas conocidas o no y la cómoda reproducción y distribución de contenidos de carácter audiovisual son otros factores que en determinadas circunstancias resultan determinantes para que surja o se consolide una situación de ciberacoso».
El ciberacoso, al tratarse de una forma de acoso indirecto y no presencial, el agresor no tiene contacto con la víctima, no ve su cara, sus ojos, su dolor, su pena, con lo cual difícilmente podrá llegar a sentir empatía o despertar su compasión por el otro. El ciberacosador obtiene satisfacción en la elaboración del acto violento y de imaginar el daño ocasionado en el otro, ya que no puede vivirlo.

## Partes implicadas

### Acosador
Según Antonio Chacón Medina, autor de Una nueva cara de Internet: El acoso, «el perfil genérico del acosador es el de una persona fría, con poco o sin ningún respeto por los demás. Un acosador es un depredador que puede esperar pacientemente conectado a la red, participar en chat o en foros hasta que entabla contacto con alguien que le parece susceptible de molestar, generalmente mujeres o niños; y que disfruta persiguiendo a una persona determinada, ya tenga relación directa con ella o sea una completa desconocida. El acosador disfruta y muestra su poder persiguiendo y dañando psicológicamente a esa persona».
El acosador puede combinar rasgos propios de un trastorno narcisista de la personalidad, del perverso narcisista descrito por Marie-France Hirigoyen, y de un psicópata . 

#### Motivo del ciberacoso
El ciberacosador se siente en una posición de poder desde el anonimato que se percibe mientras se está en línea, lo cual puede hacerle llegar a creer que sus actos no tendrán ninguna repercusión sobre el. Su motivación para el acoso siempre gira en torno al acoso sexual, la obsesión amorosa, el odio, la envidia, la venganza o la incapacidad de aceptar un rechazo.
Muchas veces, lo que hace posible que lleve adelante su cometido es la posesión de información que obtiene mediante medios como las redes sociales. Los datos sobre la víctima son los que lo colocan en una posición de poder, al tener conocimiento del comportamiento diario.

### Víctima
La víctima se siente indefensa. Su aislamiento psíquico, su falta de comunicación, el desconocimiento de estos sobre los hechos, la falta de solidaridad entre compañeros, socavan la fuerza de la víctima.
Nada tiene que ver la imagen que pretende proyectar el acosador de su víctima con la realidad. Mientras que esa imagen pretende reflejar una persona poco inteligente y holgazana.
Otra de sus características es su predisposición al trabajo en equipo, ya que no dudan un instante en colaborar con sus compañeros, facilitándoles cuantos instrumentos y medios estén a su alcance en pro de la consecución de los objetivos colectivos.

### Testigos
Los receptores de las calumnias no se dan cuenta de que están sufriendo una manipulación y una invasión a su intimidad, por ende, siempre los ignoran o no piensan que algo de gran magnitud ocurra tras esas «advertencias».
Según Iñaki Piñuel y Zabala, uno de los motivos por los que los testigos se adhieren al hostigador algunos de los compañeros es porque estos desean no tener problemas. Piensan que algo habrá hecho la víctima. En cualquier caso ven a la víctima como alguien con quien no conviene estar. Esta situación lleva a la persona aislada a reforzar la idea de que él tiene la culpa, pues nadie le habla.

#### Clasificación
- Socios o ayudantes del agresor: Amigos íntimos y ayudantes del agresor.
- Reforzadores: Aunque no acosan de manera directa, observan las agresiones y las aprueban e incitan.
- Ajenos: Se muestran como neutrales y no quieren implicarse, pero al callar están tolerando el acoso.
- Defensores: Pueden llegar a apoyar a la víctima del acoso.[18]

## Procedimiento del acosador
El análisis transaccional explica que el acosador en serie presenta un tipo de posición vital que se podría denominar «Yo estoy mal, tú estás bien». Dicha posición viene significada por la carencia de habilidades y destrezas, así como por los sentimientos de inadecuados del hostigador. El comportamiento hostigador representa una forma de liberarse de los sentimientos profundos de malestar que proceden de su interior mediante la eliminación de otra persona, la víctima, que sí está dentro de una posición vital correcta del tipo «Yo estoy bien, tú estás bien», pero que rápidamente empieza a pasar a la posición de «Yo estoy bien, tú estás mal», hasta llegar a lo que el hostigador quiere, es decir, a adoptar su misma posición enfermiza: «Yo estoy mal, tú estás mal».
El acosador es un 'depredador moral' que plantea su relación con los demás como un juego mortal, una partida de ajedrez en la que él mueve las piezas de los dos jugadores, lo primero que hace es atar las manos del otro jugador.
El acosador suele ir perfeccionando 'su técnica' con cada una de sus víctimas (acosa en serie y de forma múltiple), un acosador experimentado no comete errores, usa colaboradores para el trabajo sucio, no deja pruebas, es brutal y seguro en sus actuaciones, no duda.
La experiencia que adquiere en sus años de acoso le hace perfeccionar su técnica hasta convertirlo en un maestro de la inducción al suicidio. Se les considera asesinos en serie psicópatas. El acosador moral es un muerto en vida que necesita la imagen de buena persona que los demás tienen de él para sobrevivir, en su obsesión por mantener esta imagen se enmascara, se lava las manos, evita manchar sus manos de sangre y echa su responsabilidad a otros.
Las tres condiciones imprescindibles, sin las cuales un acosador no puede realizar su macabra labor de destrucción psicológica de la persona que ha seleccionado como objetivo son: el secreto, la vergüenza (culpa) de la víctima y los testigos mudos.

### Medios usados por el acosador para obtener información
Los ciberacosadores encuentran a sus víctimas mediante el uso de medios digitales como el correo electrónico, redes sociales, blogs, Mensajería instantánea, Mensajes de texto, teléfonos móviles, sitios web difamatorios, foros y salas de chat, como medio para obtener información y realizar los actos de maltrato.

#### Obtención de información a través de la víctima
El acosador se siente en una posición de poder desde el anonimato que se percibe mientras se está «en línea»; durante todo ese tiempo va recopilando toda la información posible acerca de su víctima, fundamentalmente en aquellos aspectos que forman parte de su vida privada y de sus movimientos en la Red. La cantidad de información que recopile de la víctima dependerá principalmente de la falta de conocimiento de la víctima a la hora de manejar sus datos, como de la habilidad del acosador y su obsesión por la víctima, ya que cuanto más esté obsesionado, mayor interés pondrá en buscar en foros de piratas informáticos y en aprender los conocimientos informáticos necesarios para conseguir información de la víctima.Si la víctima tiene internet buscará el modo de conectar con ella, ya sea a través de las redes sociales, de clientes de mensajería instantánea, o a través del envío de correos electrónicos infectados. Una vez consiga acceder a su correo, procederá al robo de todos sus contactos y toda su información privada. Monitorizará su ordenador mediante el uso de rootkits y registradores de teclas.
Si desconoce su ubicación, irá rastreando la IP desde donde se conecta la víctima para hallar su ubicación.

#### Obtención de información a través del entorno de la víctima
Para obtener más información, o si no puede contactar con la víctima, el ciberacosador buscará información personal de la víctima usando el mismo método pero a través de su entorno: amigos, familiares, compañeros trabajo, compañeros de estudio, vecinos, etc.

### Ejemplos acciones del ciberacosador

#### Violación derecho a la intimidad
- Cambiar su clave de correo electrónico para, además de cambiarla de forma que su legítimo propietario no lo pueda consultar, leer los mensajes que a su buzón le llegan violando su intimidad y derechos.
- El robo de fotos, vídeos, audios, datos personales, tarjetas de crédito, contraseñas, archivos, contactos del entorno de la víctima y de sus familiares, etc. de su ordenador.

#### Calumnias e injurias
- Acceder de forma ilegal a la cuenta de correo electrónico, red social, red de mensajería instantánea, suplantando la identidad de la víctima e insultar a sus contactos.
- Envíos de correos electrónicos tanto de forma anónima (fácil con los correos electrónicos gratuitos, en los que se puede falsear la identidad), como manipulados para dar la impresión que lo envió la misma persona acosada y ponerla así en una difícil situación en la que su credibilidad quedaría en entredicho.
- Dejar comentarios ofensivos en foros o participar agresivamente en chats haciéndose pasar por la víctima de manera que las reacciones vayan posteriormente dirigidas a quien ha sufrido la usurpación de personalidad.
- La manipulación de fotografías del acosado o acosada es otro medio, el acosador puede retocarla y subirla a la Red con el único objetivo de herir y asustar a su víctima.
- Colgar en la Red una Web «dedicada» a la persona acosada, contenidos personales ofensivos, pornográficos,..., para asustar y conseguir de la víctima lo que desea.
- Colgar en Internet una imagen comprometida (real o efectuada mediante fotomontajes) datos delicados, cosas que pueden perjudicar o avergonzar a la víctima y darlo a conocer en su entorno de relaciones. Siendo éstas fotos, vídeos, o audios previamente robadas de su ordenador.
- Hacer circular rumores en los cuales a la víctima se le suponga un comportamiento reprochable, ofensivo o desleal, de forma que sean otros quienes, sin poner en duda lo que leen, ejerzan sus propias formas de represalia o acoso.
- Dar de alta, con foto incluida, a la víctima en un web donde se trata de votar a la persona más fea, a la menos inteligente...y cargarle de «puntos» o «votos» para que aparezca en los primeros lugares.
- Crear un perfil o espacio falso en nombre de la víctima, donde se escriban a modo de confesiones en primera persona determinados acontecimientos personales, demandas explícitas de contactos sexuales...

Generalmente, la mayoría del entorno de la víctima conoce el sitio creado y humillan a la víctima, que nunca está al tanto de lo que sucede, a pesar de ser el protagonista.

#### Amenazas
- Enviar mensajes amenazantes por correo electrónico o SMS, perseguir y acechar a la víctima en los lugares de Internet en los que se relaciona de manera habitual provocándole una sensación de completo agobio.

#### Bombardeo de llamadas
- Uso del teléfono móvil como instrumento de acoso: Las amplias posibilidades que brinda la actual telefonía móvil, han sabido ser empleadas perversamente por los ciberacosadores. La más tradicional es la de las llamadas ocultas realizadas a horarios inoportunos. Pueden ir desde llamadas silenciosas a amenazas graves que incluyen insultos, gritos amenazas o mensajes intimidatorios.[20]

#### Otros
- Dando de alta la dirección de correo electrónico en determinados sitios para que luego sea víctima de spam, suscripciones, de contactos con desconocidos...
- Saturación de los buzones de correo mediante técnicas como: el mail bombing, que consiste en un envío masivo de un mensaje idéntico a una misma dirección, saturando así buzón de correo del destinatario; el Mail Spamming o bombardeo publicitario a miles de usuarios, o el correo basura, muy parecido al anterior, es una propaganda indiscriminada y masiva a través del correo.[9][21]

### Manipulación
Una persona obra mal cuando ataca, desprecia, humilla la dignidad de otra persona. Esto crea un sentimiento de indignación a las personas que son testigo de un dolor injustificado y evitable. Cuanto más profunda sea la anulación de la dignidad de una persona, mayor maldad habrá en el comportamiento. La manipulación evita que surja esta indignación haciendo creer al entorno que la víctima lo merece.
Según Marina Parés Soliva en "Mobbing, Detección del acosador a través del lenguaje", la manipulación del lenguaje es una herramienta propia del acosador psicológico, ya que pretende ocultar el ejercicio de la violencia y al mismo tiempo utiliza información privilegiada para dañar. Es necesario comprender su poder seductor. En el registro de la comunicación perversa, hay que impedir que el otro piense, comprenda, actúe; ya se trate de la víctima o del entorno.
Una de las artes que domina el acosador es la deformación de los procesos de comunicación. Las modalidades para distorsionar los hechos utilizados por los acosadores son muy variadas. La comunicación pervertida y deformada ayuda en el proceso de introyección de la culpabilidad de las víctimas.
Los acosadores se suelen apoyar en cuatro comportamientos para generar la culpabilidad en sus víctimas:
- Selección. Escoge de manera sesgada un acontecimiento o situación, o una parte específica de este, aislándola del resto. Se inventa todo lo demás, manipulando a su antojo los datos de la realidad.
- Dramatización. Amplifica perversamente la repercusión del hecho aislado, inventando supuestos perjuicios y supuestas víctimas de ese hecho, inflando las consecuencias adversas o negativas o, simplemente, inventándoselas, situándose como primera víctima de ellas.
- Generalización. Utiliza el hecho aislado, señalándolo como muestra significativa del general y habitual mal comportamiento profesional del acosado. Se trata de un indicador del «mal» desempeño habitual de la víctima.
- Atribución: Atribuye a la víctima una intencionalidad perversa, o la presunción de mala fe o de actual mal adrede.

El acosador deriva de esa acusación aislada la atribución a las víctimas de rasgos internos indeseables. Se trata de un proceso conocido como «satanización», que hace creer verdaderamente a las víctimas en esas imputaciones perversas hacia ellas. A fuerza de repetir la acusación y manipular la información, el acosador consigue que la víctima acepte sus acusaciones e introyecte la culpabilidad.
Estas estrategias repetidas en el tiempo por el acosador son causales. Con ellas pretende lograr la paralización, la duda, la indecisión, la inseguridad emocional y, finalmente, la indefensión de la víctima ante sus ataques.
El acosador atribuye o «acusa» a la víctima de sus propias intenciones como si se tratara de un espejo y le atribuye sus propios defectos, errores y miedos.
Es muy habitual que el acosador atribuya a la víctima actitudes de mala fe sin pruebas de ello. Una actitud abierta para detectarlo consiste en escuchar las intenciones que el acosador atribuye a la víctima, dado que nos darán los motivos íntimos del propio manipulador para acosar. El acoso no busca el daño por el daño, busca que este daño genere un resultado. El acosador usa el lenguaje para manipular y esta manipulación se concreta en el uso de la incongruencia y de la contradicción, y esos dos elementos están siempre presentes en todo discurso manipulador.
La personalidad paranoide es un trastorno de personalidad que define características comunes con los acosadores que se hacen pasar por víctimas. Aparecen como signos fundamentales la desconfianza, la psicorigidez, la escasa capacidad de autocrítica, el egocentrismo, la necesidad de adulación. Son personas que albergan rencores y de notable agresividad, en unos casos detectada y en otros proyectada.
Si hay una 'banda de colaboradores', el proceso se acelera, la agresión física es más probable y la víctima sufre una doble victimización: una por su agresor, otra por el público que observa ya sea colaborador directo o consentidor. Influye también el que se consiga o no aislar efectivamente a la víctima, los apoyos de la familia, pareja, amigos y otros compañeros de trabajo son factores determinantes para la estabilidad psíquica de la víctima.
Otro ejemplo de manipulación se encuentra en los 11 principios de Joseph Goebbels, en la propaganda nazi.

#### Ejemplos de manipulaciones del ciberacosador
- Contactar con amigos, compañeros, familiares de la víctima diciendo que la víctima habla mal de ellos. Si los receptores están ocultando estos hechos, dificultará que puedan averiguar si es cierto o no, creando un clima hostil y de desconfianza hacia la víctima. Puede haber espiado previamente a estos, obteniendo información sobre la cual luego se basan estas manipulaciones.
- Usar las propias secuelas creadas en la víctima debido al ciberacoso (ver el siguiente apartado) como justificación de este, y así conseguir que se adhieran los testigos al hostigamiento.

## Consecuencias

### Consecuencias sobre la víctima

#### A corto y medio plazo
El ciberacoso está presente las 24 horas del día. Siempre está en línea. Incluso si se apaga el ordenador la víctima sabe qué la página web está accesible, o qué hay personas que están propagando ese rumor sobre ti. La dureza de esto es psicológicamente devastadora. Los efectos secundarios de la violencia sistemática (ya sea psicológica, física o sexual) de páginas difamatorias, suelen incluir, en la mayoría de los usuarios agredidos, estrés, humillación, ansiedad, ira, impotencia y fatiga; y, aunque en pocos casos se han presentado enfermedades físicas, en gran parte de estas situaciones el individuo acosado tiene una enorme pérdida de confianza en sí mismo. Para la creación de este ambiente nocivo, los acosadores recurren a las diversas técnicas ya descritas con el fin de generar una especie de delirio de persecución en sus víctimas, de herir y asustar a la víctima. Buscarán crear un estado de paranoia en la cual la víctima dude de sí misma, intentando así deshacer su vida en todos los aspectos: profesional, social, amoroso y familiar.
Según Iñaki Piñuel, provoca importantes secuelas psíquicas y físicas, estados fuertes de ansiedad, insomnio tardío, dolores de espalda y estados depresivos. El afectado tiene un descenso en su rendimiento, además de provocar secuelas psicológicas y emocionales subsiguientes, con una autoestima fuertemente lastimada.
Las fotos de conductas ilegales o inapropiadas robadas pueden sentar precedente y costarles en un futuro el acceso a educación institucional o a un empleo.

#### Secuelas del acoso prolongado
Según Marina Parés Soliva, en “Peritación Social del Mobbing”, los supervivientes de acosos prolongados desarrollan cambios de personalidad característicos del desorden de estrés postraumático, incluyendo deformaciones en la capacidad de relacionarse con el entorno.
Como los síntomas postraumáticos son tan persistentes y tan variados, pueden ser confundidos con rasgos de la personalidad de la víctima. Tiempo después de que haya acabado el acoso, muchos afectados, siguen sintiendo que ha muerto una parte de ellos, y algunas víctimas, las más afligidas, desearían estar muertas. La amenaza de aniquilación que define el acoso puede atormentar al superviviente mucho después de que haya pasado el peligro. Las personas traumatizadas se sienten absolutamente abandonadas, y solas, exiliadas del sistema humano de cuidado y protección.
El acontecimiento traumático que significa ser víctima del hostigamiento del entorno ha destruido la creencia de que el individuo puede ser “uno mismo” en relación con los demás.
Así por definición, los acontecimientos traumáticos frustran la iniciativa y destrozan la competencia individual. Con independencia de la actitud de la víctima, el acoso ha proseguido, es decir que no importa lo valiente y lo llena de recursos que esté la víctima; sus acciones fueron insuficientes para evitar el desastre. Después de los acontecimientos violentos del acoso las víctimas revisan y juzgan su propia conducta, y los sentimientos de culpa y de inferioridad son prácticamente universales.
Se ha comentado anteriormente que los acontecimientos traumáticos destrozan los sistemas de protección normales que dan a las personas una sensación de control, de conexión y de significado. Así las reacciones traumáticas tienen lugar cuando la acción no sirve para nada, es decir, cuando no es posible ni resistirse ni escapar, entonces el sistema de autodefensa humano se siente sobrepasado y desorganizado. Es en estas situaciones cuando los acontecimientos traumáticos producen profundos y duraderos cambios en la respuesta fisiológica, las emociones, lo cognitivo y la memoria.

##### Cambios en la personalidad de la víctima
Unos de los efectos más característicos es el cambio que la situación de psicoterror puede operar en la personalidad de las víctimas. Se han descrito tres patrones básicos de cambios permanentes en la personalidad, como consecuencia de una situación de acoso, que presentan las siguientes características:
- Resignación: aislamiento social voluntario, la víctima no se siente parte de la sociedad (efecto de alienación, la víctima muestra una actitud cínica hacia el mundo).
- Predominio de rasgos obsesivos: actitud hostil y suspicacia, sentimiento crónico de nerviosismo, hipersensibilidad con respecto a las injusticias.
- Predominio de rasgos depresivos: sentimientos de indefensión, incapacidad para disfrutar y sentir placer, anhedonía, desesperanza aprendida.[17]

Los efectos sociales del acoso laboral en la víctima se caracterizan por la aparición de actitudes de desconfianza y conductas de aislamiento, evitación y retraimiento. Dichas consecuencias sociales también se manifiestan en las relaciones familiares tales como sentimientos incomprensión; pérdida de ilusión e interés por los proyectos comunes; abandono de responsabilidades y compromisos familiares y; alteración de la afectividad.
Lo que constituye el fenómeno destructor del acoso es la repetición de las vejaciones y las humillaciones. El acoso es un fenómeno terrorífico porque es inhumano. No conoce los estados de ánimo, ni la piedad. Los testigos, por bajeza, por egoísmo o por miedo, prefieren mantenerse al margen. Cuando una interacción asimétrica y destructiva de este tipo arranca entre dos personas, lo único que hace es amplificarse progresivamente, a menos que una persona exterior intervenga enérgicamente. Si en algún momento del proceso de acoso, alguien con un cierto poder, reacciona de un modo sano, el proceso se detiene.

### Ciberacoso laboral
En el caso de ciberacoso laboral (network mobbing), muchas veces el agredido ni siquiera se entera de que se lo está atacando. Aunque si percibe sus consecuencias: puertas que se cierran, miradas recelosas y frialdad por parte de interlocutores antes amistosos y vueltos esquivos de un momento a otro. La víctima se debate entre conservar su puesto o sufrir el abuso de personas con poder para vulnerarla.
Por otro lado, la informalidad propia de las redes permite que personas hostiles, resentidas, con ansias de dominio o falta de escrúpulos, puedan acosar impunemente. El hacer correr un rumor o una calumnia, por una razón personal o por diferencias ideológicas, en forma anónima o desembozada, de boca en boca o mediante correos electrónicoss, no es una travesura sin consecuencias. El acoso puede provocar estrés, somatizaciones, depresión, pérdida del trabajo o llevar al suicidio.

### Consecuencias sobre el ciberacosador
Los efectos del acoso no son exclusivamente dañinos para la víctima, sino que el propio acosador entra en un círculo vicioso del que resulta difícil escapar, y es precisamente, esta propia dinámica de agresión la que va destruyendo poco a poco su vida, lo más profundo de su personalidad: los valores que lo constituyen como persona. Las conductas de acoso pueden hacerse crónicas y convertirse en una manera ilegítima de alcanzar sus objetivos, con el consiguiente riesgo de derivación hacia conductas delictivas, incluyendo violencia doméstica y de género.

### Consecuencias sobre los testigos
Los espectadores corren el riesgo de insensibilizarse ante las agresiones cotidianas y de no reaccionar a las situaciones de injusticia en su entorno.

### Consecuencias si no se actúa contra el acoso
Si no se actúa contra el ciberacoso, esto servirá como refuerzo de esta estrategia acosadora, con lo que es probable que el acosador vuelva a hacer uso de esa técnica que le ha sido tan provechosa para él y con ello que se instaure el acoso. En el caso de ciberacoso laboral, esta actitud convertirá la empresa en un contexto tóxico, es decir, un caldo de cultivo de otros futuros acosos, ya que verán que la difamación anónima da resultado y queda impune.
Una revisión sistemática de tres estudios publicada en 2018, uno realizado en Canadá y los otros dos en Estados Unidos, y que contaron con la participación de estudiantes entre los 5 y 19 años, concluyó que la prevención sobre el abuso cibernético tienen efectos positivos en el aumento del conocimiento sobre temas de seguridad en Internet. A pesar de esto, los estudiantes no disminuyeron sus probabilidades de involucrarse en conductas inapropiadas en línea, como revelar su nombre o enviar correos electrónicos y mensajes a extraños. Sin embargo, ante el bajo número de estudios disponibles, resulta imposible sacar conclusiones robustas, por lo que se necesitan más estudios.

## Legislación contra el ciberacoso

### España
Según el Código Penal de España, los delitos informáticos cometidos usualmente por los ciberacosadores son:
1. Delitos contra la intimidad: El descubrimiento y revelación de secretos o la vulneración de la intimidad de las personas, invadiendo por ejemplo los correos electrónicos o interceptando el envío de documentos.
2. Amenazas
3. La alteración, destrucción o los daños en datos, programas o documentos electrónicos ajenos. En este tipo delictivo se incluirían conductas como, por ejemplo, los actos de sabotaje contra soportes electrónicos, o la introducción de virus electrónicos para causar daños.
4. La pornografía infantil, que se ha visto favorecida por el anonimato que proporciona la red.
5. Delitos contra el honor: Las injurias y las calumnias. Generalmente se cometen en redes sociales, foros o por correo electrónico.[31]

Sobre ataques informáticos, el Gobierno de España aprobó en noviembre de 2009 el Proyecto de Reforma del Código Penal según la cual, los ataques informáticos pasarían a considerarse un delito que está tipificado hasta con penas de cárcel.
Los ciberacosadores combinan habilidades propias del cracker, Script Kiddie o Lamer.

### Denuncia anónima
A pesar del aparente anonimato de los ciberacosadores debido a la lentitud del proceso de investigación, una de las ventajas del acoso por internet respecto al físico es que las acciones realizadas por los ciberacosadores quedan registradas. Esto permite a su vez, que se puedan realizar investigaciones sin que los testigos tengan que testificar o dar sus datos. Este es el caso por ejemplo de las redes sociales, donde basta con que la víctima sepa la cuenta desde donde se están cometiendo acciones ilegales, y así la víctima pueda informar tanto a la policía como a las redes sociales.

#### Fuerzas y cuerpos de seguridad

##### España
En el ordenamiento jurídico español (Ley de Enjuiciamiento Criminal, artículos 265 y 266), se específica que la denuncia exige la personación del denunciante o su representante legal, en un juzgado o centro policial, donde debe acreditar su identidad.
En España, se puede denunciar ante cuatro cuerpos de seguridad. A nivel nacional están el Grupo de Delitos Telemáticos de la Guardia Civil y la Brigada de Investigación Tecnológica de la Policía Nacional. A nivel autonómico están los Mozos de Escuadra en Cataluña y la Ertzaintza en País Vasco.
En la web del Grupo de Delitos Telemáticos de la Guardia Civil se permite a los ciudadanos aportar información de forma anónima sobre los delitos que vean en Internet a través de un formulario de información ciudadana, donde se pueden aportar archivos.
La Policía Nacional también proporciona un formulario de contacto para colaboración ciudadana sobre cualquier delito. Los Mozos de Escuadra y la Ertzaintza, proporcionan un correo de contacto.
Para que esta información anónima sobre delitos en Internet pueda tramitarse correctamente, se han de aportar datos de la víctima en caso de conocerla para que sea posible su posterior identificación. Sólo se pondrán en contacto con los informantes en caso de que necesiten más datos y siempre a través de correo electrónico, salvo que el denunciante indique sus datos personales. No cabe esperar otra respuesta, ya que es una vía de información, no de denuncia formal.
Desde la Policía Nacional recomiendan indicar algún teléfono o manera de ponerse en contacto con el denunciante, garantizando un trato reservado al llamante y la máxima ayuda que puedan.
Si es sobre pedofilia o menores también se puede hacer a través de la Fundación Alia2, los cuales posteriormente contactaran con los cuerpos de seguridad correspondientes.

### Servicios de correo electrónico
Los servicios de correo electrónico como Windows Live Hotmail, Gmail, Yahoo, Aol, etc. suelen proporcionar un correo o formulario de contacto para reportar abusos.

### Redes sociales
Las redes sociales son muy comunes actualmente en la sociedad. Esto además de socializar, estrechar lazos y hacer amigos, puede resultar un gran problema, como es el ciberacoso o acoso entre iguales.
Además en el mundo de las redes sociales existen muchos casos, sobre todo en jóvenes e incluso en niños pequeños.
Según los datos del eurobarómetro, el 42% de los niños de seis años están en alguna red social, aunque éstas tienen prohibida la entrada a menores de 14 años.
Redes sociales han implantado medidas para verificar la edad, como por ejemplo la de Tuenti, aunque hoy por hoy, no es de las más efectivas. My Space, ha creado una guía específica para el menor, pone todos esos perfiles en configuración privada por defecto y ha puesto en marcha una web dónde pueden acudir los padres si están preocupados. Estados Unidos tiene una ley específica de protección del menor en Internet que, por ejemplo, obliga a que los padres envíen una autorización firmada por correo o den los datos de su tarjeta de crédito para registrarse en las páginas y tienen derecho a solicitar información al operador. También prohíbe que a los menores se les solicite su teléfono o su dirección.
A través de las propias redes sociales como Facebook, Tuenti, Myspace, etc. se puede denunciar una página, grupo, perfil, o mensaje de forma anónima. También proporcionan un correo o formulario de contacto para informar abusos.

### Argentina
El ciberacoso o grooming es el acoso sexual que realiza un adulto a un niño, niña o adolescente por medio de Internet o de un teléfono. Es un delito –art. 131 del Código Penal- que tiene como sanción la pena de prisión de 6 meses a 4 años.
Si una persona conoce un caso de ciberacoso se puede comunicar con el Equipo Niñ@s del Ministerio de Justicia y Derechos Humanos de la Nación, llamando a la línea gratuita 0800-222-1717 que funciona para todo el país y en la ciudad de Buenos Aires puede llamar a a línea 137. También puede mandar un correo electrónico a equiponinas@jus.gov.ar las 24 horas del día, todos los días.
Se puede hacer la denuncia en una comisaría o en una fiscalía, y con esa denuncia, empieza la investigación del caso.

## Estrategias para afrontar y defenderse del acoso
Según Iñaki Piñuel, la Escuela de psicología Asertivo-sistémica recomienda unas estrategias para afrontar y defenderse de la manipulación en la comunicación. Se basan en generar una estructura asertivo-sistémica de respuesta que favorezca el afrontamiento inteligente y efectivo del acosador.
Todas las personas tienen los siguientes derechos asertivos: Derecho de la víctima a ser su propio juez; no dar razones o excusas para justificar sus comportamientos; cometer errores; cambiar de parecer; decir «no lo sé»; no depender de la «buena voluntad de los demás»; tomar decisiones ajenas a la lógica común; decir «no lo entiendo»; y decir «no me importa».
En el tratamiento del ciber-acoso es fundamental un apoyo incondicional por parte de familia y amigos ya que en la víctima aparecen generalmente sentimientos de vergüenza y culpabilidad que pueden llevarla a una situación de bloqueo, ansiedad y miedo, inseguridad o incluso ideas de suicidio. También es importante el tratamiento psicológico basado en una psicoterapia de apoyo.
Para prevenirlo hay que tener en cuenta: 
- Hablar y fomentar la comunicación.
- Concienciar sobre el buen uso de internet.
- Cuidar la privacidad y alertar de los riesgos que supone la falta de privacidad.
- No caer en los bulos y noticias falsas.
- Huir de difundir datos personales y fotografías con los que posteriormente te puedan chantajear. 
- Denunciar y emplear las herramientas necesarias. 
Finalmente, no podemos olvidar la relevancia del sector educativo frente a este tipo de conductas. No solo es fundamental para detectar y abordar estas actitudes, sino también, y de manera crucial, para prevenirlas en el futuro. En este contexto, los programas de prevención del ciberacoso en las escuelas se han convertido en una herramienta de gran valor, con resultados notablemente favorables. Un estudio meta-analítico, centrado en evaluar los efectos de estos programas sobre la variable de perpetración a lo largo del tiempo, evidenció que tales programas, especialmente aquellos que incorporan metodologías activas y colaborativas, pueden contribuir significativamente a la reducción de la perpetración de ciberacoso, particularmente entre los estudiantes de secundaria (12 a 16 años). 

## Campañas de concienciación
El 10 de febrero fue instaurado como el "Día de Internet segura" a nivel mundial, y para el año 2009, el tema seleccionado fue el ciberacoso escolar. Ese día 56 organizaciones en el mundo desarrollaron actividades con el fin de sensibilizar a la población en el uso responsable de las nuevas TIC.

### Argentina
El Instituto Nacional contra la Discriminación, la Xenofobia y el Racismo (INADI) ha creado un observatorio sobre discriminación en Internet "Plataforma por una Internet libre de discriminación" para, en convenio con las redes sociales, participar como usuario privilegiado para reportar casos de violencia. Asimismo, el "Observatorio Web" trabaja temas relacionados con la discriminación en todas sus formas. Allí se puede denunciar sitios, grupos y material audiovisual. Se trabaja para que este material sea removido.
Un estudio realizado en 2011 por el Observatorio de la Convivencia Escolar de la UCA reveló que casi un 20% de los alumnos encuestados había sufrido actos de violencia a través de las nuevas pantallas (celulares, PC), y un 10 % reconoció haberlo realizado.

### España
Actualmente hay diversas asociaciones sin ánimo de lucro que combaten el ciberacoso asesorando a las víctimas, facilitando consejos, haciendo campañas de concienciación ciudadana, e incluso realizando denuncias a la Policía comunicadas de forma anónima por los internautas.
Entre estas están la Oficina de Seguridad del Internauta, la ONG Protegeles, la iniciativa PantallasAmigas, la Fundación Alia2, la ONG Padres 2.0, la Agencia de Calidad de Internet (IQUA), la iniciativa "Actúa Contra el Ciberacoso", INTECO, la Asociación de Internautas, la Asociación de Usuarios de Internet, la Agencia Española de Protección de Datos y la Asociación Española de Madres y Padres Internautas (AEMPI).
También la Junta de Castilla y León ha creado un Plan de Prevención del Ciberacoso y Promoción de la Navegación Segura en Centro Escolares, y el Gobierno de Canarias ha creado un portal sobre el fenómeno.
Unicef en un informe (2018) encargado a EU Kids Online España – Universidad Pública del País Vasco (UPV-EHU) alerta de los riesgos que el acceso temprano a internet supone para la infancia y propone elaborar un nuevo marco normativo que regule internet, impulsar protocolos y estrategias de prevención y actuación en casos de violencia. Un trabajo de 2016 incide en que el acoso en internet afecta en mayor medida a las niñas.

### Estados Unidos
En 1995, Parry Aftab una abogada especializada en delitos tecnológicos fundó la organización benéfica WiredSafety. y un portal contra el ciberacoso. En 2018, la primera dama proselitizó en contra del ciberacoso a través de su iniciativa Be Best.

### Reino Unido
Existe una organización benéfica llamada Act Against Bullying donde proporcionan consejos e información sobre dónde denunciarlo.
También existe la Internet Watch Foundation (IWT) fundada en 1996, creada por los Estados miembros de la Unión Europea y empresas relacionadas con Internet, como PSI, etc, con el fin de poder denunciar de forma anónima contenido ilegal en Internet.

### México

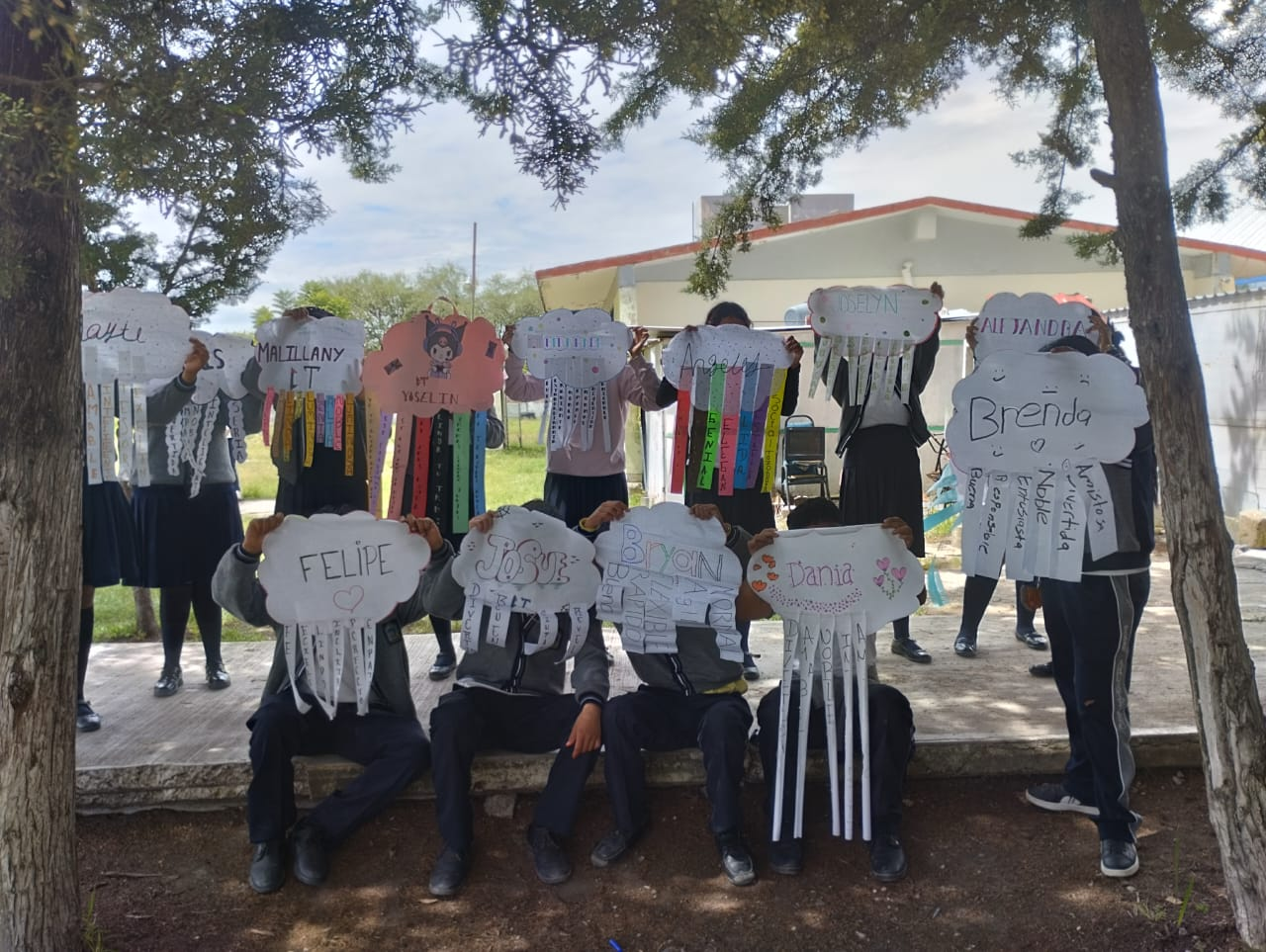
Promover la autoconfianza y seguridad en las escuelas y así fomentar un habito de autocuidado.

En México 40 % de los estudiantes de primarias y secundarias padece de algún tipo de violencia escolar, según datos de la Comisión Nacional de Derechos Humanos. Y el 90 % de los niños y jóvenes han sido víctimas de acoso escolar en algún momento de sus vidas, según el Informe sobre Violencia en la Educación Básica de México realizado por la Secretaría de Educación Pública y la UNICEF. El acoso escolar entre los estudiantes mexicanos se manifiesta principalmente con insultos, apodos, rechazo y robo de pertenencias, según la Encuesta Nacional de Intolerancia y Violencia realizada por la Secretaría de Educación Pública. Aunque en el cyberbullying los insultos y amenazas también se encuentran presentes, el hostigamiento no se limita al horario escolar y las víctimas se encuentran vulnerables y disponibles 24 horas al día.  

¿Qué hacer si has sufrido de ciberacoso?
Es importante que quienes han sido víctimas de acoso cibernético, hablen y denuncien esta situación.
Si quieres denunciar violencia cibernética puedes acudir a:
Policía Cibernética de la Comisión Nacional de Seguridad: al número telefónico 088, el cual opera las 24 horas del día, los 365 días del año. También puedes realizar denuncias a través de la cuenta de Twitter @CEAC_CNS y  de la aplicación PF Móvil, disponible para todas las plataformas de telefonía celular.

### Chile
Internauta Chile, la Asociación de Usuarios de Internet, impulsó esta campaña regional contra el ciberbullying, que se llama simplemente No Lastimes, ya que ese es el concepto básico, el evitar dañar.
Tal campaña no funciona si no existe una trilogía fundamental: Los padres, los alumnos y los docentes (colegio)
Involucra la entrega de un CD con documentos y videos al colegio participante, la firma de un acta de compromiso contra el ciberbullying (donde firma el colegio, el centro de padres y el centro de alumnos), la exhibición de películas sobre el tema, charlas y actividades, la interpretación de un Rap contra el ciberbullying, la entrega de un sello al establecimiento que cumpla y se preocupe de erradicar este fenómeno, y la creación de brigadas escolares contra el ciberbullying en Colegios.
La campaña incluye varias actividades, las que se resumen en acciones:
- Acciones de difusión y sensibilización en el ámbito educativo
- Acciones de prevención ante el ciberacoso
- Acciones de cibervoluntariado, participación e intervención social y comunicacional
- Acciones de solidaridad con la víctima y orientación para el acosador
- Instaurar el 25 de octubre como Día contra el Ciberbullying en Chile

Ya algunas organizaciones se han unido a esta campaña otorgando su apoyo, como Cybersmile.org, la Oficina de Protección de los Derechos Infanto Juveniles de Coquimbo y la Biblioteca Municipal de Coquimbo, donde incluso se realizará una charla a los asistentes de los cursos de alfabetización digital.
Finalmente, es una tarea de todos el que el ciberbullying no se convierta en una negativa moda y que aprendamos que la tecnología e Internet es neutra, el que se utilice para hacer el bien o el mal va a depender del usuario y es necesario que se entienda que en la Red también debe existir respeto y conciencia de no hacer daño, ya que lamentablemente cualquier acción en Internet y precisamente en las redes sociales, es amplificada y difundida, y no hay vuelta atrás.
Educar en el ámbito del buen uso de las tecnologías depende fundamentalmente de los padres y del entorno escolar, y también es una labor de los que promovemos a Internet como un aliado, más que como un enemigo.

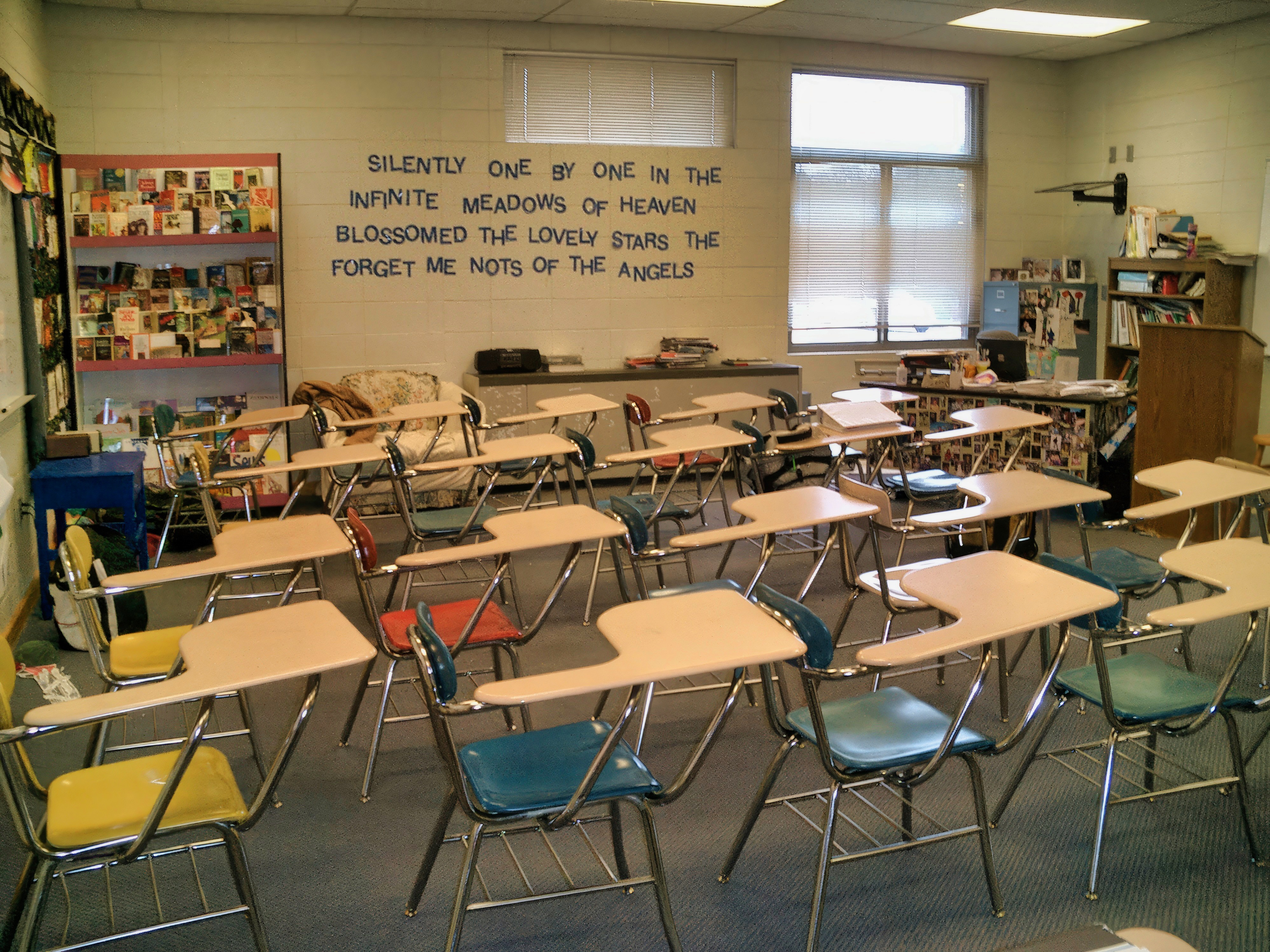
La escuela es uno de los espacios que debe de promover la educación en valores y contribuir a que los jóvenes eviten buscar espacios virtuales inseguros.

## Casos mediáticos
Entre los casos de ciberacoso que más han trascendido han sido los suicidios de Hana Kimura, Megan Meier, Ryan Halligan, Amanda Todd, Phoebe Prince, August Ames, Jamey Rodemeyer, Tyler Clementi y Kim Jong-hyun a causa de sufrir ciberacoso.